# Leçons de Ténèbres (альбом)
Lecons De Tenebres — дебютный студийный альбом группы Elend, вышедший в 1994 году.

## Об альбоме
Альбом записан в сентябре 1994 года в студии Melody Studio в Дрё, Франция. Инициаторами создания группы стали два музыканта-мультиинструменталиста Александр Искандар и Рено Чирнер, при участии вокалистки Евы-Габриель Сискинд (сопрано). В отличие от традиционных для рок-музыки инструментов, инструментальные партии записывались с помощью синтезаторов и скрипичной секции, создавая впечатление большого симфонического оркестра. Написание песен и их аранжировка заняли два года.
Lecons De Tenebres представляет собой первую часть музыкальной трилогии Officium Tenebrarum, созданной группой. Лирика песен составлена по мотивам произведения Джона Мильтона «Потерянный рай». Музыка сочетает элементы барокко и неоромантизма, но также содержит отсылки к современному творчеству групп Dead Can Dance, My Dying Bride и Bathory. На обложке пластинки изображён фрагмент картины Виктора Гюго «Le Burg à la croix», написанной в 1850 году, а в логотипе используется изображение плачущего Иисуса Христа, взятое с гравюры Альбрехта Дюрера из серии «Малые страсти» (1509—1511).

## Список композиций
1. Lecons De Tenebres — 3:33
2. Chanting — 6:22
3. Into Bottomless Perdition — 7:07
4. Deploration — 5:41
5. Infernal Beauty — 5:13
6. Lucifer — 10:05
7. Eclipse — 8:10
8. The Reign of Chaos and Old Night — 5:00
9. The Emperor — 5:30[2]

## Участники записи
- Ева-Габриель Сискинд — сопрано
- Рено Чирнер — вокал, электро-скрипка, фортепиано, синтезаторы, оркестровые клавишные
- Александр Искандар — вокал, виола, синтезаторы, оркестровые клавишные